# Ljus skivsnäcka
Ljus skivsnäcka (Gyraulus albus) är en snäckart som först beskrevs av Otto Friedrich Müller 1774.  Ljus skivsnäcka ingår i släktet Gyraulus, och familjen posthornssnäckor. Arten är reproducerande i Sverige.

## Bildgalleri

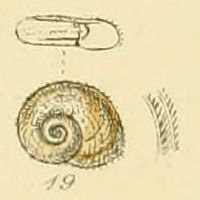